# مقاوم‌سازی
مقاوم‌سازی (Retrofitting) به معنای افزودن فناوری یا ویژگی‌های جدید به سیستم‌های قدیمی است. مقاوم‌سازی می‌تواند به دلایل مختلفی انجام شود، به عنوان مثال، با هزینه‌های سرمایه‌ای کلان مانند کشتی‌های دریایی، تجهیزات نظامی یا کارخانه‌های تولیدی، مشاغل یا دولت‌ها ممکن است برای کاهش نیاز به تعویض کامل یک سیستم، اقدام به مقاوم‌سازی کنند. سایر مقاوم‌سازی‌ها ممکن است به دلیل تغییر کدها یا الزامات باشند، مانند مقاوم‌سازی لرزه‌ای که برای تقویت ساختمان‌های قدیمی‌تر به منظور مقاوم‌سازی آنها در برابر زلزله طراحی شده‌اند.
مقاوم‌سازی همچنین بخش مهمی از کاهش تغییرات اقلیمی و سازگاری با تغییرات اقلیمی است: زیرا جامعه قبل از شدت تغییرات پیش‌بینی‌شده توسط تغییرات اقلیمی، در زیرساخت‌های ساخته‌شده، مسکن و سایر سیستم‌ها سرمایه‌گذاری کرده است. برای مثال، مقاوم‌سازی ساختمان‌ها برای افزایش بهره‌وری، هم به کاهش اثرات منفی کلی تغییرات اقلیمی از طریق کاهش انتشار گازهای گلخانه‌ای ساختمان و اثرات زیست‌محیطی کمک می‌کند و هم به ساختمان اجازه می‌دهد در طول رویدادهای شدید آب و هوایی سالم‌تر باشد. مقاوم‌سازی همچنین بخشی از اقتصاد چرخشی است که میزان کالاهای نو تولید شده را کاهش می‌دهد و در نتیجه انتشار گازهای گلخانه‌ای در چرخه عمر و اثرات زیست‌محیطی را کاهش می‌دهد.

### تولید
اساساً مقاوم‌سازی، اقداماتی را توصیف می‌کند که در صنعت تولید انجام می‌شود تا قطعات جدید یا به‌روز شده بتوانند روی مجموعه‌های قدیمی یا منسوخ‌شده (مانند پره‌های توربین‌های بادی) نصب شوند.
مقاوم‌سازی قطعات برای تولید، زمانی که طراحی یک مجموعه بزرگ تغییر یا اصلاح می‌شود، ضروری است. اگر پس از اعمال تغییرات، مشتری (با نسخه قدیمی محصول) بخواهد قطعه جایگزینی خریداری کند، باید از قطعات و تکنیک‌های مونتاژ مقاوم‌سازی استفاده شود تا قطعات اصلاح‌شده به‌طور مناسب روی مجموعه قدیمی‌تر قرار گیرند.
مقاوم‌سازی فرایند مهمی است که برای شیرها و محرک‌ها به منظور تضمین عملکرد بهینه یک کارخانه صنعتی مورد استفاده قرار می‌گیرد. یک مثال، جایگزینی یک شیر سه طرفه به یک شیر دو طرفه است که منجر به بسته شدن یکی از سه دهانه برای ادامه استفاده از شیر برای سیستم‌های صنعتی خاص می‌شود.
مقاوم‌سازی می‌تواند با استفاده از تجهیزات و فناوری پیشرفته و به‌روز - مانند ادغام رابط‌های انسان و ماشین در کارخانه‌های قدیمی - عملکرد کلی یک ماشین یا سیستم را بهبود بخشد.

#### مزایای مقاوم‌سازی در تولید
- صرفه‌جویی در هزینه‌های سرمایه‌ای ضمن بهره‌مندی از فناوری‌های نوین
- بهینه‌سازی اجزای موجود کارخانه
- سازگاری گیاه با محصولات جدید یا تغییر یافته
- افزایش تعداد قطعات و زمان چرخه
- تضمین در دسترس بودن قطعات یدکی
- کاهش هزینه‌های نگهداری و افزایش قابلیت اطمینان[۴]

### وسایل نقلیه
سفارشی‌سازی خودرو نوعی مقاوم‌سازی است که در آن خودروهای قدیمی‌تر به فناوری‌های جدید مجهز می‌شوند: شیشه‌های برقی، کروز کنترل، سیستم‌های بدون کلید از راه دور، پمپ‌های سوخت برقی، سیستم‌های بدون راننده، و غیره.
کامیون‌ها و ماشین‌های کشاورزی را نیز می‌توان با انجام اصلاحاتی، بدون راننده کرد.

### تجهیزات نظامی
بسیاری از کشتی‌های نیروی دریایی، گاهی اوقات کل کلاس‌ها، تحت مقاوم‌سازی و نوسازی قرار گرفته‌اند. برای مثال، برنامه ارتقاء تهدید جدید نیروی دریایی ایالات متحده، بسیاری از کشتی‌ها را برای بهبود قابلیت‌های ضدهوایی نوسازی کرد. کشتی‌های نیروی دریایی اغلب به یکی از سه دلیل زیر نوسازی می‌شوند: گنجاندن فناوری جدید، جبران شکاف‌های عملکردی یا نقاط ضعف در طراحی، یا تغییر طبقه‌بندی کشتی.
ارتش‌های جهان اغلب مشتاق استفاده از جدیدترین فناوری‌ها هستند و بسیاری از پیشرفت‌های تکنولوژیکی، به ویژه در زمینه‌هایی مانند رادار و ارتباطات رادیویی، توسط جنگ ایجاد شده‌اند. به همین دلیل و به دلیل سرمایه‌گذاری قابل توجهی که روی بدنه کشتی انجام می‌شود، معمولاً هر زمان که سیستم‌های جدیدی توسعه داده می‌شوند، مقاوم‌سازی نیز انجام می‌شود. این می‌تواند به کوچکیِ تعویض یک نوع رادیو با نوع دیگر، یا تعویض تجهیزات رمزنگاری قدیمی با روش‌های ارتباطی امن‌تر، یا به بزرگیِ تعویض کل توپ‌ها و برجک‌ها، اضافه کردن صفحه زرهی، یا سیستم‌های پیشران جدید باشد.
کشتی‌های دیگر برای جبران نقاط ضعف مشاهده شده در قابلیت‌های عملیاتی خود، در حال مقاوم‌سازی هستند. برای مثال، این هدف ثانویه برنامه ارتقاء تهدید جدید نیروی دریایی ایالات متحده بود. تغییرات عمده در دکترین یا هنر جنگ نیز مستلزم تغییراتی است، مانند ارتقاء سیستم‌های ضدهوایی که در بسیاری از شناورهای دوران جنگ جهانی دوم انجام شد، زیرا قدرت هوایی به بخش غالب استراتژی و تاکتیک‌های دریایی تبدیل شد.
علاوه بر این، به دلیل سرمایه‌گذاری که روی بدنه کشتی انجام می‌شود، تعداد کمی از نیروهای دریایی کشتی‌های جنگی خط مقدم را اوراق می‌کنند. بسیاری از مواقع، کشتی‌های کوچک‌تر برای گشت‌زنی، گارد ساحلی یا نقش‌های تخصصی، زمانی که دیگر برای انجام وظیفه به عنوان بخشی از ناوگان جنگی مناسب نیستند، نوسازی می‌شوند. برای مثال، کلاس مومی ژاپنی مربوط به دوره بین دو جنگ جهانی، در سال ۱۹۳۹ از ناوشکن به قایق‌های گشتی تبدیل شد، زیرا دیگر به اندازه کافی توانایی خدمت در نقش ناوشکن را نداشتند. در مواقع دیگر، کلاس‌ها به دلیل تغییر در تاکتیک‌ها، دیگر در جنگ مورد نیاز نیستند و به همین دلیل، به‌روزرسانی می‌شوند. برای مثال، یک ناو هواپیمابر بود که از یک کشتی حمل زغال سنگ (کشتی حامل زغال سنگ برای تأمین سوخت کشتی‌های بخار زغال سنگ سوز) از کلاس ژوپیتر تبدیل شده بود.
به دلیل استفاده زیاد از مقاوم‌سازی و نوسازی، نیروی دریایی تخیلی نیز این مفهوم را در بر می‌گیرد. به عنوان مثال، در بازی نقش‌آفرینی چندنفره آنلاین پیشتازان فضا بازی نقش‌آفرینی برخط چندنفره گسترده بازیکنان می‌توانند کشتی‌های بازسازی‌شده از کلاس‌های کشتی معروف پیشتازان فضا، مانند کشتی‌های شخصیت‌های اصلی سریال تلویزیونی پیشتازان فضا، را خریداری کنند. این کار به بازیکنان اجازه می‌دهد تا کشتی‌های نمادین سری‌های قدیمی سریال را هدایت کنند، که طبیعتاً به دلیل قدیمی بودن یا اندازه‌شان، جدیدترین و بهترین کشتی‌ها نیستند، اما طوری بازسازی شده‌اند که برای یک دریاسالار با شخصیت بازیکن با حداکثر سطح مناسب باشند.

### مدیریت زیست‌محیطی
این اصطلاح همچنین در زمینه مهندسی محیط زیست، به ویژه برای توصیف پروژه‌های ساخت و ساز یا نوسازی در مکان‌های قبلاً ساخته شده، به منظور بهبود کیفیت آب در نهرها، رودخانه‌ها یا دریاچه‌های مجاور، استفاده می‌شود. این مفهوم همچنین برای تغییر ترکیب خروجی انرژی از نیروگاه‌ها به تولید همزمان برق و حرارت در مناطق شهری با پتانسیل گرمایش منطقه‌ای به کار گرفته شده است.
مکان‌هایی با سطوح نفوذناپذیر گسترده (مانند پارکینگ‌ها و پشت بام‌ها) می‌توانند در طول بارندگی، سطح بالایی از رواناب آب‌های سطحی ایجاد کنند و این می‌تواند به منابع آبی مجاور آسیب برساند. این مشکلات اغلب می‌توانند با نصب ویژگی‌های جدید مدیریت آب‌های سطحی در محل، فرآیندی که متخصصان از آن به عنوان مقاوم‌سازی آب‌های سطحی یاد می‌کنند، برطرف شوند. شیوه‌های مدیریت آب‌های سطحی که در پروژه‌های مقاوم‌سازی استفاده می‌شوند شامل باغ‌های بارانی، سنگفرش‌های نفوذپذیر و سقف‌های سبز هستند. (همچنین به بازیابی جریان مراجعه کنید)